# Список гір на Марсі за висотою
Тут подано список гір на Марсі за висотою над середнім рівнем висоти поверхні планети. Вказані числа є висотами відносно марсіанського датума (висота, яка визначається як нульова через середнє значення марсіанського атмосферного тиску та середній радіус планети). Кожне із вказаних значень не є висотою над навколишніми територіями.
- Термін mons (мн. montes) вживається в планетній номенклатурі для позначення позаземних гір будь-якого походження.
- Термін patera (мн. paterae) стосується депресії у формі блюдця на вершині вулкана, глибина якої є досить малою, якщо порівнювати з її діаметром.
- Термін tholus (мн. tholi) вживається для позначення невеликої куполоподібної гори чи пагорба.
- Вказані висоти гір (mons, montes) є висотами найвищих їх точок.
- Вказані висоти патер (patera, paterae) є середніми висотами неглибоких блюдцеподібних депресій (дійсних патер), розташованих на вершинах.

У таблицю для порівняння також включено найзначніші, екстремальні висоти на Землі та Венері (виділені жирним та курсивом), де вони відповідають висотам над рівнем моря (якщо не вказано інше).
| Назва                                                   | Висота (м)  |
| ------------------------------------------------------- | ----------- |
| Olympus Mons (раніше Nix Olympica)                      | 21 171      |
| Ascraeus Mons                                           | 18 209      |
| Arsia Mons                                              | 17 779      |
| Pavonis Mons                                            | 14 037      |
| Elysium Mons                                            | 13 862      |
| Maxwell Montes, Венера (найвищий гірський масив Венери) | 11 000      |
| Мауна-Кеа, Земля (висота від дна океану)                | 10 203      |
| Джомолунгма, Земля                                      | 8 848       |
| Tharsis Tholus                                          | 8 000-9 000 |
| Biblis Tholus (раніше Patera)                           | 7 198       |
| Alba Mons (раніше Patera)                               | 6 815       |
| Ulysses Tholus (раніше Patera)                          | 5 863       |
| Aeolis Mons (раніше «Mount Sharp»)                      | 5 500       |
| Uranius Mons (раніше Patera)                            | 4 853       |
| Anseris Mons                                            | 3 959       |
| Hadriacus Mons (раніше Hadriaca Patera)                 | 3 959       |
| Euripus Mons                                            | 3 945       |
| Tyrrhenus Mons (раніше Tyrrhena Patera)                 | 3 920       |
| Promethei Mons                                          | 3 789       |
| Chronius Mons                                           | 3 240       |
| Apollinaris Mons (раніше Patera)                        | 3 155       |
| Gonnus Mons                                             | 2 937       |
| Syrtis Major Planum                                     | 2 300       |
| Amphitrites Patera                                      | 2 066       |
| Nili Patera                                             | 2 036       |
| Pityusa Patera                                          | 1 877       |
| Malea Patera                                            | 1 313       |
| Peneus Patera                                           | 1 276       |
| Labeatis Mons                                           | 1 143       |
| Issedon Paterae                                         | 826         |
| Pindus Mons                                             | 704         |
| Meroe Patera                                            | 542         |
| Мертве море, Земля                                      | −420        |
| Orcus Patera                                            | −764        |
| Oceanidum Mons                                          | −1 277      |
| Horarum Mons                                            | −2 325      |
| Peraea Mons                                             | −2 470      |
| Западина Бентлі, Земля                                  | −2 555      |
| Octantis Mons                                           | −2 731      |
| Galaxius Mons                                           | −3 972      |
| Безодня Челленджера, Земля                              | −10 924     |